# Shorty Cantlon
William „Shorty” Cantlon (ur. w 1904 roku w Paris, zm. 30 maja 1947 roku w Indianapolis) – amerykański kierowca wyścigowy.

## Kariera
W swojej karierze Cantlon startował głównie w Stanach Zjednoczonych w mistrzostwach AAA Championship Car oraz towarzyszącym mistrzostwom słynnym wyścigu Indianapolis 500, będącym w latach 1923-1930 jednym z wyścigów Grandes Épreuves. W drugim sezonie startów, w 1929 roku z dorobkiem sześćdziesięciu punktów uplasował się na trzynastej pozycji w klasyfikacji generalnej. W tym samym roku ukończył Indianapolis 500 na siódmym miejscu. Rok później czterokrotnie stawał na podium, w tym raz na jego najwyższym stopniu podium. Uzbierane 653 punkty pozwoliło mu zdobyć tytuł wicemistrzowski. W tym samym roku był drugi w wyścigu Indianapolis 500 był najlepszy. W 1931 roku w mistrzostwach AAA stawał trzykrotnie na podium i dwukrotnie zwyciężał. Jednak tym razem wystarczyło to jedynie na szóste miejsce. W kolejnych latach plasował się głównie poza czołową 10-tką. Wyjątkami były latach 1934-1935, kiedy to uzbierane odpowiednio 211,2 oraz 221,3 punktu dało mu odpowiednio dziewiąte i siódme miejsce w końcowej klasyfikacji kierowców. Również w 1935 drugi raz ukończył Indianapolis 500 w czołówce - zajął szóstą pozycję. Zginął w wypadku w Indianapolis 500 w 1947 roku.